# Professional Chess Association
La Professional Chess Association, qui fonctionna entre 1993 et 1996, était une organisation internationale de joueurs professionnels d'échecs en concurrence avec la Fédération internationale des échecs (FIDE). Elle fut fondée par Garry Kasparov et Nigel Short pour assurer l'organisation et la promotion du championnat du monde d'échecs. 
De 1993 à 1995, PCA a son propre championnat du monde dit « classique », organise une série de tournois du Grand Prix financés par le sponsor principal (Intel) où s'affronte l'élite mondiale, et publie un classement Elo distinct de celui de la FIDE.
Kasparov devient premier champion du monde PCA en battant Nigel Short à Londres en 1993. 
En 1995, Kasparov bat Viswanathan Anand à New York 10,5 à 7,5.
Le principal mécène de la PCA était Intel jusqu'à son retrait en 1996, certains ont affirmé que le retrait d'Intel était une conséquence des matchs entre Kasparov et le superordinateur Deep Blue du concurrent IBM. Kasparov a contesté cette version, mettant en avant des problèmes avec Gata Kamsky, un défaut d'organisation de la PCA et l'antériorité de la décision d'Intel.
Privée de financement, la PCA ne donne plus de signe de vie à partir d'août 1996.
Kasparov peine ensuite à trouver des financements, il créera encore l'éphémère World Chess Council en 1998 avant que les droits du championnat du monde soient revendus à une société privée, Brain Games Network pour le match contre Vladimir Kramnik en 2000. En 2002, les droits sont rachetés par Einstein TV puis par Dannemann en 2004.